# Meteorus margaroniae
Meteorus margaroniae är en stekelart som beskrevs av Wilkinson 1927. Meteorus margaroniae ingår i släktet Meteorus och familjen bracksteklar. Inga underarter finns listade i Catalogue of Life.